# Squaloraja polyspondyla
Espèce
Squaloraja polyspondyla est une espèce éteinte de Chimaeriformes du Jurassique inférieur de l'Europe. Le premier fossile de Squaloraja  polyspondyla a été découvert par Mary Anning dans les strates marines du Jurassique inférieur de Lyme Regis, et plus tard, un autre a été trouvé à Osteno, en Italie.

## Description
Squaloraja polyspondyla présente un corps aplati semblable à celui des raies, avec un énorme rostre aplati qui représente la moitié de leur longueur corporelle et, chez les mâles, ce qui ressemble à une longue corne. 